# Nuvei
 (septembre 2020).
Nuvei (anciennement Pivotal Payments) est une société de traitement des paiements électroniques basée à Montréal, au Canada. La société est le plus grand processeur de paiement privé et non bancaire du Canada. 
La société est entrée en bourse en septembre 2020 avec une première offre publique de 700 millions de dollars à la Bourse de Toronto. La journée de l'entrée en bourse, l'action de la compagnie a clos à 45,05 dollars canadiens, donnant à Nuvei une capitalisation boursière de 5,7 milliards de dollars canadiens, et faisant d'elle l'une des entreprises technologiques les plus valorisées au Canada.

## Histoire
Nuvei a été créée en 2003 par Philip Fayer, qui a fondé la société alors qu'il prenait un congé de l'Université Concordia. La société offre des services de traitement des paiements électroniques et des services aux commerçants pour les points de vente et le commerce électronique. Depuis sa création, Nuvei s'est considérablement développée, acquérant des clients et d'autres opérations similaires par le biais d'acquisitions.
En 2006, l'entreprise a obtenu de Goldman Sachs un investissement de 60 millions de dollars canadiens. Cet investissement a permis à l'entreprise de réaliser plusieurs acquisitions jusqu'en 2010. À cette date, l'entreprise comptait environ 300 employés au Canada et aux États-Unis et affichait un chiffre d'affaires annuel de 150 millions de dollars canadiens.
En septembre 2017, la société d'investissement Novacap, basée à Montréal, et la Caisse de dépôt et placement du Québec, société d'investissement appartenant au gouvernement québécois, ont annoncé un investissement conjoint dans la société. Lors de ce financement, les deux sociétés d'investissement ont évalué Nuvei à 525 millions de dollars canadiens (424 millions de dollars américains). À ce moment, la société traitait 14 milliards de dollars de transactions par année,.
En août 2019, Nuvei a finalisé l'acquisition de la compagnie pour 1,1 milliard de dollars canadiens (889 millions de dollars américains), sur la base du prix de 5,55 dollars américains pour chaque action SafeCharge, ce qui représente une prime de 25 % par rapport au cours de l'action de la société cotée à Londres,. En 2019, les deux organisations combinées ont traité un volume de transactions de 34 milliards de dollars provenant de clients du monde entier et ont généré des revenus de 316 millions de dollars canadiens.
En avril 2024, Nuvei est acquis par le fonds d'investissement Advent International pour 6,3 milliards de dollars.
Le 23 janvier 2025, les actionnaires de Nuvei ont ainsi voté pour le plan de privatisation et de rachat par cette société américaine.